# Arquitetura herodiana

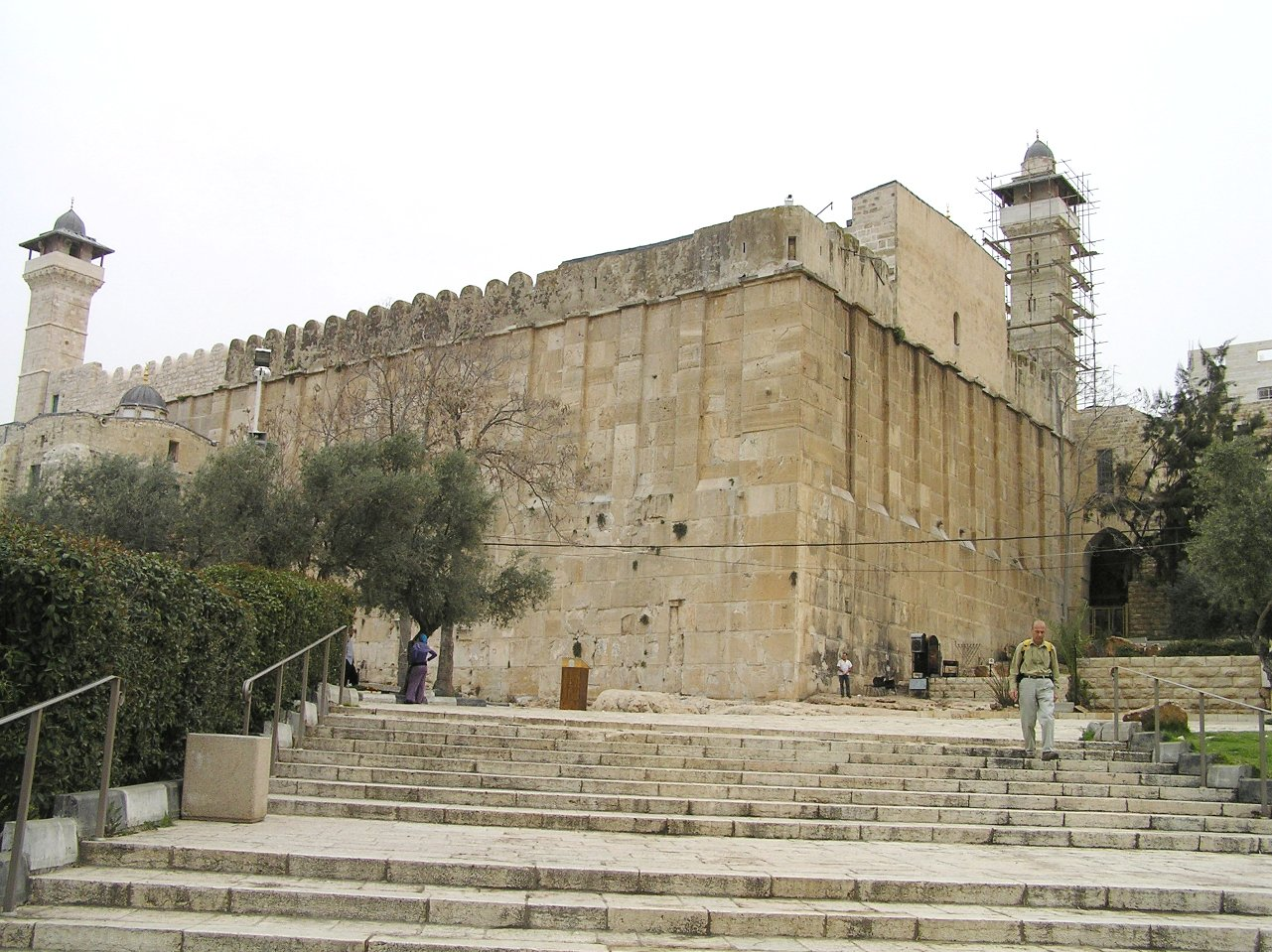
O Recinto da Caverna dos Patriarcas, Hebron. Este grande recinto retangular ao redor das famosas cavernas é a única estrutura herodiana que permanece totalmente intacta.

A arquitetura herodiana é um estilo de arquitetura clássica característico dos numerosos projetos de construção realizados durante o reinado (37–4 a.C.) de Herodes, o Grande, o rei cliente romano da Judeia em. Herodes empreendeu muitos projetos de construção colossais, sendo o mais famoso a reconstrução do Templo Jerusalém (c. 19 a.C.). Muitas das suas estruturas foram construídas sobre edifícios asmonianos mais antigos equivalentes e a maioria delas, por sua vez, também desapareceu.
Os esforços arquitetónicos de Herodes distinguem-se pelo seu posicionamento estratégico para maximizar vistas panorâmicas, evidentes em locais como o palácio do norte em Massada, o terceiro palácio em Jericó, o palácio à beira-mar em Cesareia e o Heródio perto da beira do deserto. Muitos dos seus projetos frequentemente combinavam múltiplos propósitos, incorporando espaços cerimoniais e administrativos, armazenamento, instalações aquáticas, banhos, piscinas e fortificações. Também foi dada ênfase à integração de recursos hídricos e vegetação, utilizando materiais locais como kurkar (em árabe: كركار /em hebraico: כורכר) em Cesareia e calcário em regiões desérticas. Ao mesmo tempo, Herodes importou materiais exóticos, como areia vulcânica da Itália para Cesareia, e empregou artesãos estrangeiros para decorações complexas e para a técnica opus reticulatum (aparelho reticulado).

## Inovações
Herodes introduziu inúmeras inovações arquitetónicas e técnicas de construção nos seus edifícios, como as cúpulas dentro do Portão Duplo do Monte do Templo. Adaptou o mikveh — um banho ritual judaico — para ser utilizado como frigidarium nos banhos de estilo romano nos seus muitos palácios. Herodes desenvolveu também uma combinação inovadora de palácio e fortaleza; exemplos incluem a Fortaleza Antónia em Jerusalém, o Heródio no Deserto da Judeia a cerca de 3 km a sul de Belém, e Masada. Caracteristicamente, têm (ou tinham) uma torre mais alta e mais forte que as outras. As inovações de fortificação de Herodes influenciaram fortemente a arquitetura militar das gerações seguintes.
Em consonância com os costumes judaicos contemporâneos, Herodes evitava geralmente a representação de figuras humanas e animais, mesmo nas partes fechadas e privadas dos seus palácios, mas existiam algumas exceções. Palácio de Herodes tinha, alegadamente, figuras de bronze (provavelmente animais) através das quais a água era dispensada. Perto do fim do seu reinado, Herodes ergueu uma águia dourada sobre o portão do Templo. Isto causou indignação na cidade, e vários jovens removeram e destruíram a águia. Foram posteriormente executados.

## Palácios-fortalezas de Herodes

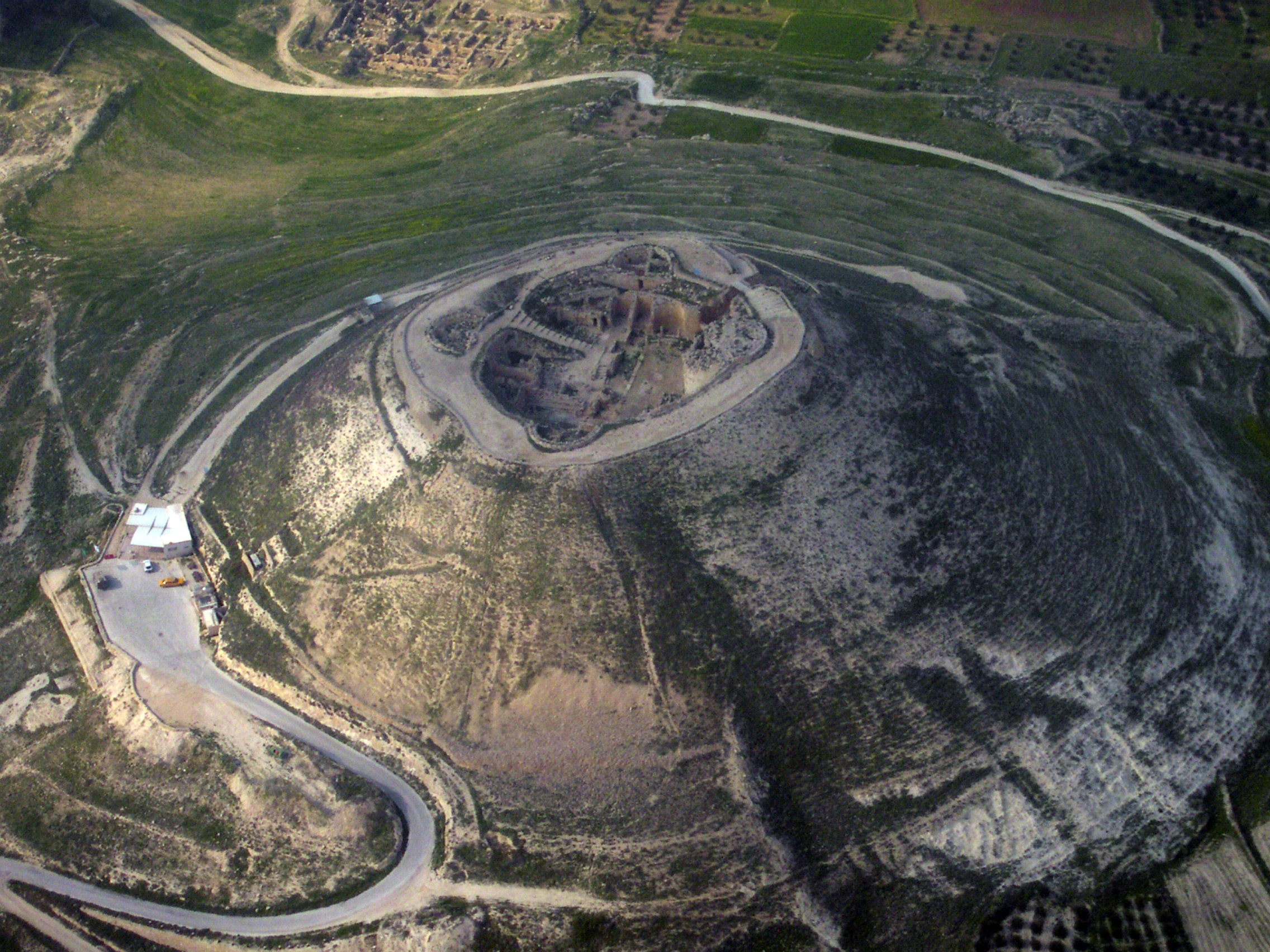
Vista aérea da acrópole de Heródio

Herodes construiu vários palácios-fortalezas luxuosos no seu reino. O seu palácio em Heródio, 12 km ao sul de Jerusalém, tinha uma altura de cerca de 45 metros.  Também construiu palácios-fortalezas em Jerusalém, Massada e Cesareia Marítima .

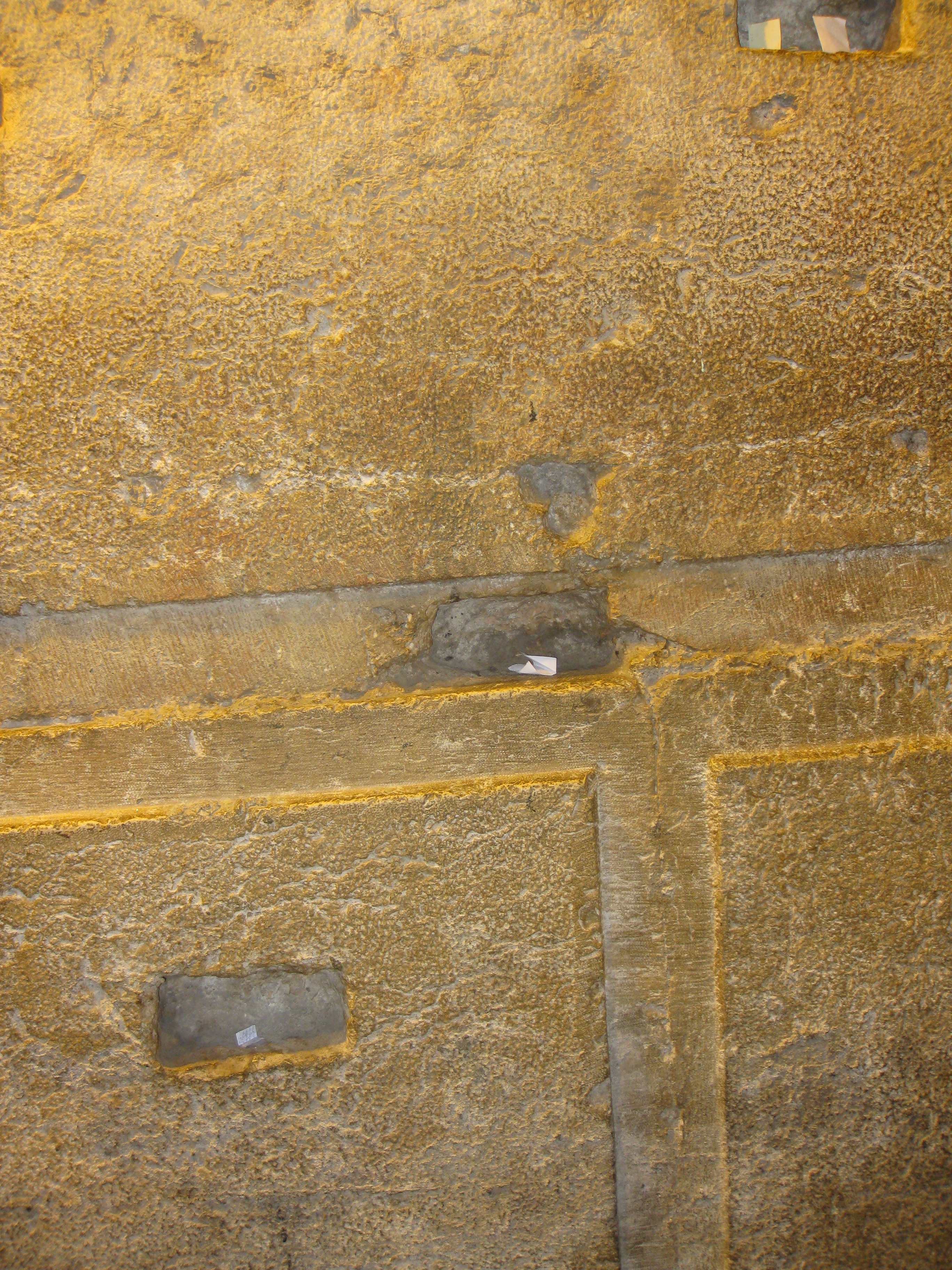
Detalhe do distinto padrão do revestimento de pedra herodiano, visto no Túnel do Muro das Lamentações

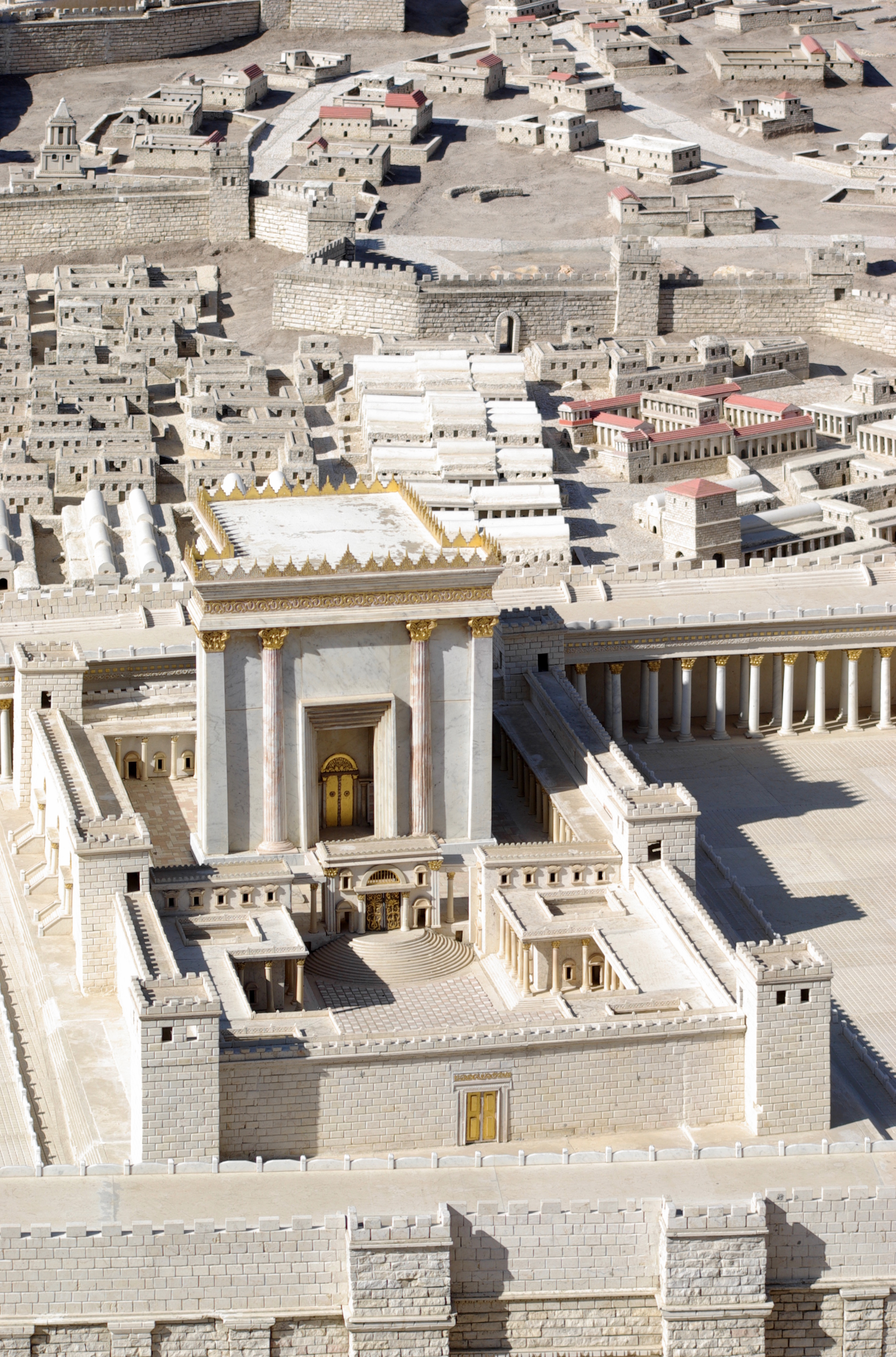
Maquete do Templo de Herodes (renovação do Segundo Templo) no Museu de Israel.

- Palácio de Herodes em Jerusalém (último quartel, século I a.C.)
- O Monte do Templo, Jerusalém (ca. 19 a.C.)
  - Templo de Herodes
    - Muro das Lamentações
    - Túnel do Muro das Lamentações
    - Pedra Ocidental
    - Arco de Robinson

  - Fortaleza Antônia
  - Royal Stoa (Jerusalém)
- Instalações públicas romanas, Jerusalém (século I a.C.)
  - Teatro, anfiteatro, hipódromo (vestígios foram encontrados, mas pouco se sabe[5] )
  - Renovação da Piscina de Siloé
  - Canal de água de Jerusalém
  - Estrada de peregrinação de Jerusalém
- O Complexo Real de Heródio (Último quartel, século I a.C.)
  - O Palácio-fortaleza
  - O complexo de Heródio Inferior
  - Túmulo de Herodes
- O palácio-fortaleza de Massada (37–15 a.C.)
- Machaerus, fortaleza asmoneu reconstruída por Herodes em 30 a.C.
- Antipátris, nomeado por Herodes em memória de seu pai, Antípatro
- Palácio de Cipros perto de Jericó, nomeado por Herodes em memória da sua mãe, Cipros
- Alexandrium, um palácio asmoneu que Herodes reconstruiu luxuosamente.
- Cesareia Marítima com seu palácio e porto (25–13 a.C.)
- Caverna dos Patriarcas
- Sebaste, agora Sebastia em Nablus, que Herodes restaurou e expandiu
- Três Palácios de Inverno, Jericó (começando em 36 a.C.)
- Três templos dedicados a Augusto  (em Sebaste, Cesareia e Panias, com o último identificado com Omrit )

### Livros
- Connolly, Peter (1983), Living in the Time of Jesus of Nazareth, Oxford University Press (Este tratamento popular inclui muitas ilustrações e diagramas excelentes dos edifícios de Herodes.)
- Levine, LI (2002), Jerusalém – Retrato da cidade no período do Segundo Templo, Filadélfia: Jewish Publication Society.
- Netzer, Ehud (2006), A arquitetura de Herodes, o grande construtor, Tübingen : Mohr Siebeck .
- Richardson, P. (1996), Herodes: Rei dos Judeus e Amigo dos Romanos, Columbia: University of South Carolina Press. págs. 174–191, 201–202
- Rocca, S. (2008), A Judeia de Herodes: um estado mediterrâneo no mundo clássico (Textos e estudos sobre o judaísmo antigo, 122), Tübingen: Mohr Siebeck.
- Roller, DW (1998), O programa de construção de Herodes, o Grande, Berkeley: University of California Press.

### Filmes
- Túmulo Perdido de Herodes (2008; National Geographic Society ), além de examinar a suposta descoberta de Netzer do túmulo de Herodes, a maioria dos grandes projetos de Herodes são reconstruídos em CGI.